# Día Internacional de la Sanidad Vegetal
El Día Internacional de la Sanidad Vegetal es una fecha que se conmemora anualmente el 12 de mayo desde 2022, fue establecida por las Naciones Unidas el 29 de marzo de ese mismo año.

### Proclamación
El Día Internacional de la Sanidad Vegetal fue proclamado por las Naciones Unidas el 29 de marzo de 2022, para enfatizar la importancia de mantener la sanidad vegetal como un medio para combatir el hambre, reducir la pobreza, proteger la biodiversidad y fomentar el desarrollo económico sostenible. Esta proclamación es un legado del Año Internacional de la Sanidad Vegetal en 2020, destinado a aumentar la conciencia sobre cómo la protección de las plantas puede impactar positivamente en numerosos aspectos globales.

### Celebración
Este día se celebra anualmente el 12 de mayo. Esta fecha fue elegida para conmemorar de manera permanente los logros y las iniciativas que emergieron durante el Año Internacional de la Sanidad Vegetal. La primera celebración tuvo lugar en el año 2022, marcando el comienzo de una serie de actividades y campañas globales destinadas a promover prácticas que preserven la salud de las plantas, como la gestión integrada de plagas y el uso de certificaciones fitosanitarias electrónicas para asegurar y agilizar el comercio internacional.

## Temas
- 2022: No hay seguridad alimentaria sin sanidad vegetal[5][6]
- 2023: Relación entre la sanidad vegetal y la protección medioambienta[7]
- 2024: Sanidad vegetal, comercio seguro y tecnología digital[3]